# Johannes Hürzeler

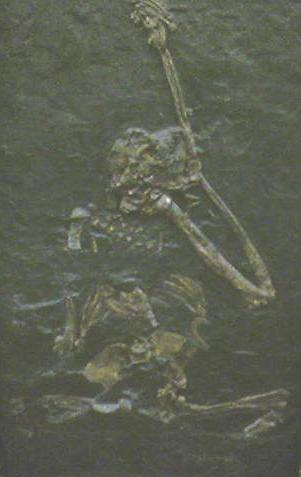
Oreopithecus

Johannes Hürzeler (* 1. Februar 1908 in Gretzenbach; † 24. Juli 1995 in Basel) war ein Schweizer Paläontologe.

## Leben
Hürzeler war Professor für Zoologie an der Universität Basel. Er entdeckte 1958 in einem Braunkohlebergwerk in der Toskana Fossilien eines 8 bis 10 Millionen Jahre alten, aufrecht gehenden Primaten, den er als „Homo bambolii“ bezeichnete. Der Fund fand aber keine Anerkennung, weil man es für unmöglich hielt, ein komplettes Primatenskelett aus dem Miozän zu finden. Auch die Meinung Hürzelers, der Oreopithecus zuzuordnende Fund sei ein direkter Vorfahre der Menschenaffen, war unter Fachleuten so umstritten, dass sie den Schweizer 1985 nicht einmal zu einem Oreopithecus-Symposium einluden. Hürzeler resignierte und gab seine Forschungen auf. Die Position von Oreopithecus im Stammbaum der Primaten ist nach wie vor ungeklärt.

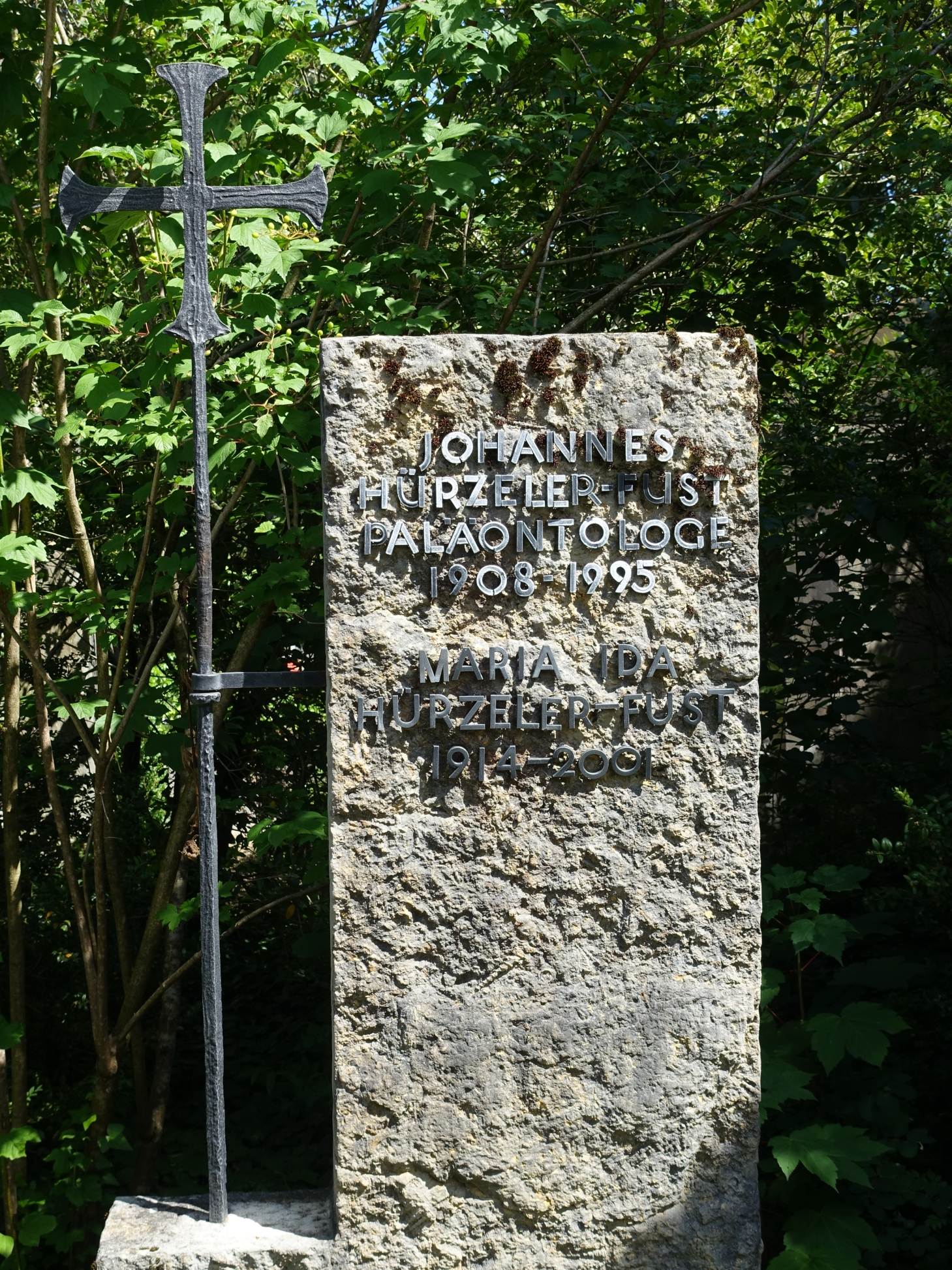
Grab auf dem Friedhof Wolfgottesacker

1971 wurde er korrespondierendes Mitglied der Académie des sciences.
Johannes Hürzeler fand seine letzte Ruhestätte auf dem Wolfgottesacker in Basel.

## Werke
- Contribution à l'odontologie et à la phylogénèse du genre Pliopithecus Gervais. In: Annales de Paléontologie. Band 40, 1954, S. 5–63
- Oreopithecus bambolii Gervais: a preliminary report. In: Verhandlungen der Naturforschenden Gesellschaft Basel. Band 69, 1958, S. 1–47.